# Roucy
Roucy è un comune francese di 422 abitanti situato nel dipartimento dell'Aisne della regione dell'Alta Francia.
La collina che domina la valle Aisne è sempre stata una fortezza in possesso dei conti di Roucy.

## Storia

### Simboli
Lo stemma, adottato dal consiglio comunale nel giugno del 1989, si blasona:
Il cavolo era il simbolo di Hugues I detto "Cholet", conte di Roucy dal 1104 al 1160. Il termine cholet all'epoca indicava un piccolo cavolo (chou).
Il leone d'argento riprende il simbolo che i conti di Roucy adottarono nel 1304 (d'oro, al leone d'azzurro, armato e lampassato di rosso) con Jean V de Pierrepont (ca. 1284-1346).
I gigli rappresentano le dieci famiglie che hanno portato il titolo di conti di Roucy e hanno dimostrato il loro attaccamento e lealtà alla corona.

## Monumenti e luoghi d'interesse

### Architetture religiose
- Chiesa di San Remigio

### Architetture militari
- Castello di Roucy

## Società

### Evoluzione demografica
Abitanti censiti